# Емблема Бангладеш
Національний Герб Бангладеш був прийнятий після оголошення незалежності в 1971 році.
У центрі герба емблема латаття, яке обрамлене колосками рису. Над лататтям розташовані чотири зірки і трилисник джуту.
Латаття (Shapla) є національною квіткою Бангладеш, вона зустрічається повсюдно на водоймах які є на території країни. Рис уособлює те, що Бангладеш є аграрною країною. Чотири зірки представляють чотири принципи, які були закріплені першою конституцією Бангладеш, прийнятої в 1972 році, спочатку це були Націоналізм, Атеїзм, Соціалізм і Демократія. Нині вони символізують Націоналізм, Демократію, Ісламський соціалізм і Іслам.
Детальна інформація про Герб Бангладеш викладена в статті 4 (3) Конституції Бангладеш.